# 咸州郡
咸州郡（ハムジュぐん）は、朝鮮民主主義人民共和国咸鏡南道に属する郡。

## 地理
東に咸興市、北に栄光郡、南に定平郡と接する。

## 行政区画
1邑・36里を管轄する。
| - 咸州邑（ハムジュウプ） - 高陽里（コヤンニ） - 九上里（クサンニ） - 東峯里（トンボンニ） - 東岩里（トンアムニ） - 東元里（トンウォンニ） - 連地里（リョンジリ） - 連浦里（リョンポリ） - 蘆洞里（ロドンニ） - 龍安里（リョンアンニ） - 富興里（プフンニ） - プルクンビョル里（プルクンビョルリ） - 上中里（サンジュンニ） - 松亭里（ソンジョンニ） - 水東里（スドンニ） - 洙興里（スフンニ） - 新京里（シンギョンニ） - 新徳里（シンドンニ） - 新上里（シンサンニ） | - 新成里（シンソンニ） - 新下里（シナリ） - 雲東里（ウンドンニ） - 雲峰里（ウンボンニ） - 元東里（ウォンドンニ） - チェアン里（チェアンニ） - 朝陽里（チョヤンニ） - 州西里（チュソリ） - 支石里（チソンニ） - 川原里（チョヌォンニ） - 楸上里（チュサンニ） - 浦口里（ポグリ） - 浦項里（ポハンニ） - 豊成里（プンソンニ） - 豊松里（プンソンニ） - 項水里（ハンスリ） - 興峰里（フンボンニ） - 興西里（フンソリ） |

## 歴史
現在の咸州郡は、1952年に再編された区域が元になっている。歴史的な咸州郡は、現在の咸興市も含んでいた。
李氏朝鮮時代の東北部の中心都市のひとつ。咸鏡道の名は咸州と鏡城に由来する。
植民地期には咸鏡南道に属した。

### 年表
この節の出典
- 1896年 - 宣徳社が定平郡に編入、退潮社・元川社・甫青社が洪原郡に編入。定平郡連浦面を編入。
- 1914年4月1日 - 郡面併合により、洪原郡西退潮面を編入、加平面・東元平面・西元平面・下東古川面・上東古川面・西古川面・高山面・永川面が新興郡に編入。咸興郡に以下の面が成立。(20面)
  - 咸興面・三平面・南州東面・北州東面・徳山面・川原面・州北面・岐谷面・西湖面・雲田面・朱地面・徳川面・州西面・川西面・上朝陽面・下朝陽面・上岐川面・下岐川面・連浦面・西退潮面
- 1915年 - 岐谷面の一部が新興郡加平面に編入。(20面)
- 1930年10月 (1邑19面)
  - 咸興面および南州東面の一部が合併し、咸興府となり、郡より離脱。
  - 咸興郡が咸州郡に改称。
  - 雲田面の一部が分立し、興南邑が発足。
  - 雲田面の残部・南州東面の一部が合併し、雲南面が発足。
- 1933年 - 北州東面の一部が咸興府に編入。(1邑19面)
- 1939年 (1邑17面)
  - 南州東面が雲南面に編入。
  - 徳川面および北州東面の一部が合併し、東川面が発足。
  - 北州東面の残部・州北面の一部が咸興府に編入。
  - 西湖面・雲南面の各一部が興南邑に編入。
- 1941年4月1日 (1邑18面)
  - 州西面・雲南面・東川面の各一部が咸興府に編入。
  - 定平郡宣徳面を編入。
  - 雲南面・三平面の各一部が興南邑に編入。
- 1943年 (1邑17面)
  - 西湖面の一部が興南邑に編入。
  - 西退潮面および西湖面の残部が合併し、退潮面が発足。
  - 東川面の一部が咸興府に編入。
- 1944年12月 - 興南邑および雲南面の一部が合併し、興南府となり、郡より離脱。(17面)
- 1945年 - 州西面の一部が咸興市に編入。(17面)
- 1949年 (17面)
  - 東川面の一部が咸興市に編入。
  - 雲南面の一部が興南市に編入。
- 1952年12月 - 郡面里統廃合により、咸鏡南道咸州郡州西面・川西面・上朝陽面・三平面・連浦面・川原面および朱地面の一部地域をもって、咸州郡を設置。咸州郡に以下の邑・里が成立。(1邑28里)
  - 咸州邑・興保里・大成里・川吉里・川原里・新成里・興西里・龍安里・洙興里・東岩里・州西里・豊成里・元東里・富興里・水東里・連地里・浦口里・連浦里・九上里・新下里・東元里・新上里・洙搗里・柳亭里・高陽里・支石里・雲東里・豊湖里・興島里
- 1954年10月 (1邑24里)
  - 雲東里・洙興里・連浦里・浦口里・富興里・水東里・連地里が新設の興上郡に編入。
  - 興南市徳豊里・豊東里を編入。
  - 咸興市十二里が東岩里に編入。
  - 咸州邑の一部が分立し、上中里が発足。
  - 咸州邑の残部が州西里・東岩里に分割編入。
  - 咸興市新上里・西上里が合併し、咸州邑が発足。
  - 興島里が咸興市九億里と合併し、九興里が発足。
  - 五老郡仁多里の一部が興保里に編入。
  - 川原里の一部が五老郡仁多里に編入。
- 1958年 (1邑22里)
  - 豊湖里が咸州邑・柳亭里に分割編入。
  - 咸州邑の一部が柳亭里に編入。
  - 大成里・川吉里が合併し、朝陽里が発足。
- 1960年10月 (1邑17里)
  - 柳亭里・九興里および咸州邑の一部が新設の咸興直轄市盤龍区域に編入。
  - 洙搗里・豊東里・徳豊里が新設の咸興直轄市龍城区域に編入。
- 1970年7月 (1邑22里)
  - 咸興直轄市盤龍区域柳亭里・九興里、龍城区域洙搗里・豊東里・徳豊里を編入。
  - 咸興直轄市盤龍区域汝渭洞・豊湖洞が咸州邑に編入。
- 1970年10月 (1邑19里)
  - 豊東里・洙搗里・徳豊里が咸興市龍城区域に編入。
  - 咸興市盤龍区域新上一洞・新上二洞・西上洞が咸州邑に編入。
- 1974年 (1邑37里)
  - 柳亭里・九興里・咸州邑が咸興市盤龍区域に編入。
  - 興上郡興上邑・雲東里・洙興里・連浦里・浦口里・項水里・新徳里・松亭里・富興里・水東里・連地里・浦項里・新京里・王楽里・雲峰里・東峯里・蘆洞里・楸上里・興峰里・豊松里・上倉里を編入。
  - 興上邑が咸州邑に改称。
- 1977年 - 王楽里がチェアン里に改称。(1邑37里)
- 1998年 - 興保里がプルクンビョル里に改称。(1邑37里)
- 2001年8月 - 上倉里が平安南道大興郡黒水里の一部と合併し、咸興市来日労働者区となる。(1邑36里)

#### 興上郡
- 1954年10月 - 咸鏡南道咸州郡雲東里・洙興里・連浦里・浦口里・富興里・水東里・連地里、定平郡興上里・項水里・新徳里・松亭里・浦項里・新京里・王楽里・雲峰里・東峯里・蘆洞里・興峰里・豊松里・上倉里・楸上里・甫中里をもって、興上郡を設置。(1邑21里)
  - 興上里が興上邑に昇格。
  - 水東里・連地里の各一部が浦項里に編入。
  - 雲峰里の一部が王楽里に編入。
- 1961年 - 甫中里および雲峰里・蘆洞里の各一部が楸上里に編入。(1邑20里)
- 1974年 - 興上郡廃止。
  - 興上邑・雲東里・洙興里・連浦里・浦口里・富興里・水東里・連地里・項水里・新徳里・松亭里・浦項里・新京里・王楽里・雲峰里・東峯里・蘆洞里・興峰里・豊松里・上倉里・楸上里が咸州郡に編入。

## 交通
- 平羅線
  - 咸州駅 - 州西駅